# Поведенческо таргетиране
Поведенческото таргетиране се отнася до група от технологии и техники, използвани от създателите на онлайн страници и рекламисти, за да помогне при повишаване ефективността на рекламните кампании, като се вземат данни, генерирани от страници и посещаемост. Когато се прави без съгласието на потребителите, може да бъде нарушение на сигурността в интернет и се смята за нелегално в много държави по отношение на правата на потребителите.
Създава се „профил“ на потребител от сайтове, събиращи информация за търсенето му в интернет чрез страниците, които посещава, времето, което прекарва във всяка от тях, връзките, които избира, търсенията, които прави и други фактори. В резултат създателите на уеб-страници могат да използват тази информация, за да обособят определен сегмент публики, базиран на посетителите с подобни профили. Когато даден посетител се върне към определен сайт или мрежа от сайтове, използвайки същия браузър, създадените профили могат да бъдат използвани за позициониране на он-лайн реклами насочени към потребителите с най-високо ниво на интерес към продукта или услугата, които се предлагат. На теория тази тактика за по-добро таргетиране на рекламите ще задържи повече интереса на потребителите и по този начин рекламодателите могат да налагат по-високи цени за реклама в сравнение с тези генерирани на произволен принцип или реклами свързани с контекста на страницата.
Поведенческият маркетинг може да се използва в чистия си вид или заедно с други форми на таргетиране, базирано на фактори като географски и демографски показатели, както и контекстуално съдържание на уеб страницата. Много практици наричат този процес „Таргериране на публиката“.

## Поведенческо таргетиране на страница
Техниките за поведенческо таргетиране могат да бъдат приложени към всякакъв вид он-лайн собственост като основа за подобряване на престоя на потребителите или за подобряване на он-лайн собствеността, най-често чрез увеличаване на конверсията и времето на престой. Първите усвоили тази технология/философия са редакционните сайтове като HotWired , он-лайн рекламодателите  водещи рекламни сървъри , и сайтове за електронна търговия. Техниката е с цел подобряване на адекватността на предлаганите стоки и промоции спрямо търсенията на всеки отделен посетител. Много компании извън он-лайн търговията започват да експериментират с нововъведенията в тази област.
Типичният подход започва с използването на уеб-анализатори до групирането на всички посетители в числа от дискретни канали. Всеки канал се анализира и се създава виртуален профил само за него. Тези профили да се базират на отделни персони, които дават насока на операторите на уеб-страници за решаването на въпроси като какво съдържание, навигация и лейаут да покажат на всяка отделна персона. При преодоляването на практическия проблем с точното представяне на профилите се използва специализирана платформа за поведенческо съдържание. Повечето платформи идентифицират посетителите като слагат уникална идентификационна бисквитка на всеки посетител на сайта, за да може да се проследят действията му в уеб-пространството. Тогава платформите вземат решение, основано на определени правила за това какво съдържание да се предложи.
Тази поведенческа информация може да бъде комбинирана с позната демографска информация и предишна история за покупките на даден посетител, за да може да се създаде по-голяма база от информация за таргетирането.
Самоучеща се система за поведенческо таргетиране на страница наблюдава реакцията на посетителите към съдържанието на сайта и научава какво е по-вероятно да генерира желания конвергенционен изход. Поведенческо таргетиране на страница изисква сравнително високи нива на трафик, за да бъде статистически значима вероятността дадена оферта да генерира конверсия от потребител с определен набор от поведенчески профили. Някои доставчици се справят с този проблем като използват влиянието на големи бази с потребители като Yahoo!, а други използват подход базиран на профила, позволяващ на администраторите да задават съдържание и оферти на потребители с определени предпочитания.

## Мрежово поведенческо таргетиране
Рекламните мрежи използват поведенческо таргетиране по-различно от индивидуалните страници. Те служат на много страници в мрежата и могат да натрупат информация за вероятна демографска информация за интернет потребителите. Например, ако даден потребител посещава футболни, бизнес и страници за мъжка мода, много вероятно е да се предположи, че е мъж. Демографски анализ на индивидуални страници предоставени от вътре (чрез запитвания, въпросници) или отвън (Comscore; netratings) позволява на мрежите да продават публики вместо сайтове, въпреки че рекламните мрежи са предлагали този продукт, като избират сайтовете според публиките, сега поведенческото таргетиране им позволява таргетирането на публиките да бъде по-прецизно.

## Инструменти за поведенческо таргетиране
Някои от инструментите за поведенческо таргетиране включват:
- Google Website Optimizer
- Omniture SiteCatalyst
- Silverpop
- Eloqua
- WebTrends
- Personyze
- WiseActWeb